# Magdalena Sendecka
Magdalena Sendecka – polska krytyczka filmowa i psychoterapeutka, redaktorka miesięcznika „Kino”, współprowadząca Tygodnik kulturalny w TVP Kultura.

## Życiorys

### Działalność publicystyczna i filmowa
Ukończyła studia filmoznawcze na Uniwersytecie Jagiellońskim.
Od lat 90. podjęła pracę jako publicystka i redaktorka filmowa. Została członkinią i ekspertką Stowarzyszenia Filmowców Polskich oraz redaktorką miesięcznika „Kino”. Publikowała m.in. w kwartalniku „Film Pro”, „Magazynie Filmowym” „SFP”, „Filmie”.
Współpracowała z TVP Kultura (gdzie prowadziła Tygodnik kulturalny), Polskim Radiem oraz Szkołą Wajdy. W 2012 została kuratorką programu filmowego Teatru Starego w Lublinie. Prowadziła warsztaty filmoznawstwa podczas np. Warsaw Film Nest oraz Letniej Akademii Nowych Horyzontów.
Była jurorką szeregu konkursów i festiwali filmowych, m.in. 9. Międzynarodowych Dni Filmu Dokumentalnego „Rozstaje Europy” w Lublinie (2008), konkursu Muzeum Powstania Warszawskiego na etiudy inspirowane twórczością Marka Hłaski (2009), konkursu „Jeden dzień w Warszawie” (2010), XX Konkursu o Nagrodę im. Krzysztofa Mętraka (2016), 7. edycji konkursu Mazowieckiego Funduszu Filmowego (2017), Mazowieckiego Konkursu Scenariuszowego Script Wars. Należała do komisji selekcyjnej Konkursu Scenariuszowego Hartley-Merrill (później: Script Pro). W latach 2013 i 2015 zasiadała w Kapitule Nagród Polskiego Instytutu Sztuki Filmowej. W 2016 była członkinią komisji eksperckiej PISF.

### Działalność psychoterapeutyczna
Specjalizuje się w nurcie psychodynamicznym. Jest absolwentką Szkoły Psychoterapii w Krakowskim Centrum Psychodynamicznym, a także członkinią Polskiego Towarzystwa Psychoterapii Psychodynamicznej. Pracowała jako terapeutka w Oddziale Dziennym Szpitala Tworkowskiego.

## Publikacje książkowe
Była redaktorką i współautorką wydawnictw promujących polskie kino oraz publikacji książkowych, m.in. Kino: la Pologne fait son cinéma (2001) oraz Kino: film op zijn Pools (2001) (wydanych przez Instytut Adama Mickiewicza); Wajda. Filmy; 100 lat polskiego filmu oraz Filmowcy: polskie kino według jego twórców (2006). Współredagowała wydane przez PISF katalogi Polskie filmy 2009/2010 oraz Polskie filmy 2012/2013, a także dziewięć katalogów Festiwalu Polskich Filmów Fabularnych w Gdyni na przestrzeni lat 1992–2015.

## Wyróżnienia
- Brązowy Medal „Zasłużony Kulturze Gloria Artis” (2005)[35];
- Współlaureatka zbiorowej Nagrody Polskiego Instytutu Sztuki Filmowej, przyznanej redakcji miesięcznika „Kino” w kategorii „Krytyka filmowa”, jako członkini zespołu redakcyjnego (2010)[36].